# عیتات
عیتات (به عربی: عیات) یک منطقهٔ مسکونی در لبنان است که در شهرستان عکار واقع شده‌است. عیتات ۲٫۷۸ کیلومتر مربع مساحت و ۲٬۱۳۳ نفر جمعیت دارد و ۶۸۰ متر بالاتر از سطح دریا واقع شده‌است.